# Gorodiszczi (rejon bieżecki)
Gorodiszczi (ros. Городищи) – wieś (dieriewnia) w Rosji, w obwodzie twerskim, w rejonie bieżeckim. W 2010 liczyła 342 mieszkańców.